# 2. istrska brigada (NOVJ)
Za druge 2. brigade glejte 2. brigada.
2. istrska brigada (srbohrvaško: 2. istarska brigada) je bila brigada v sestavi Narodnoosvobodilne vojske in partizanskih odredov Jugoslavije in ki je delovala med drugo svetovno vojno na področju Kraljevine Jugoslavije.

## Organizacija
- štab
- 4x bataljon